# Ivar Johansson (konstnär)

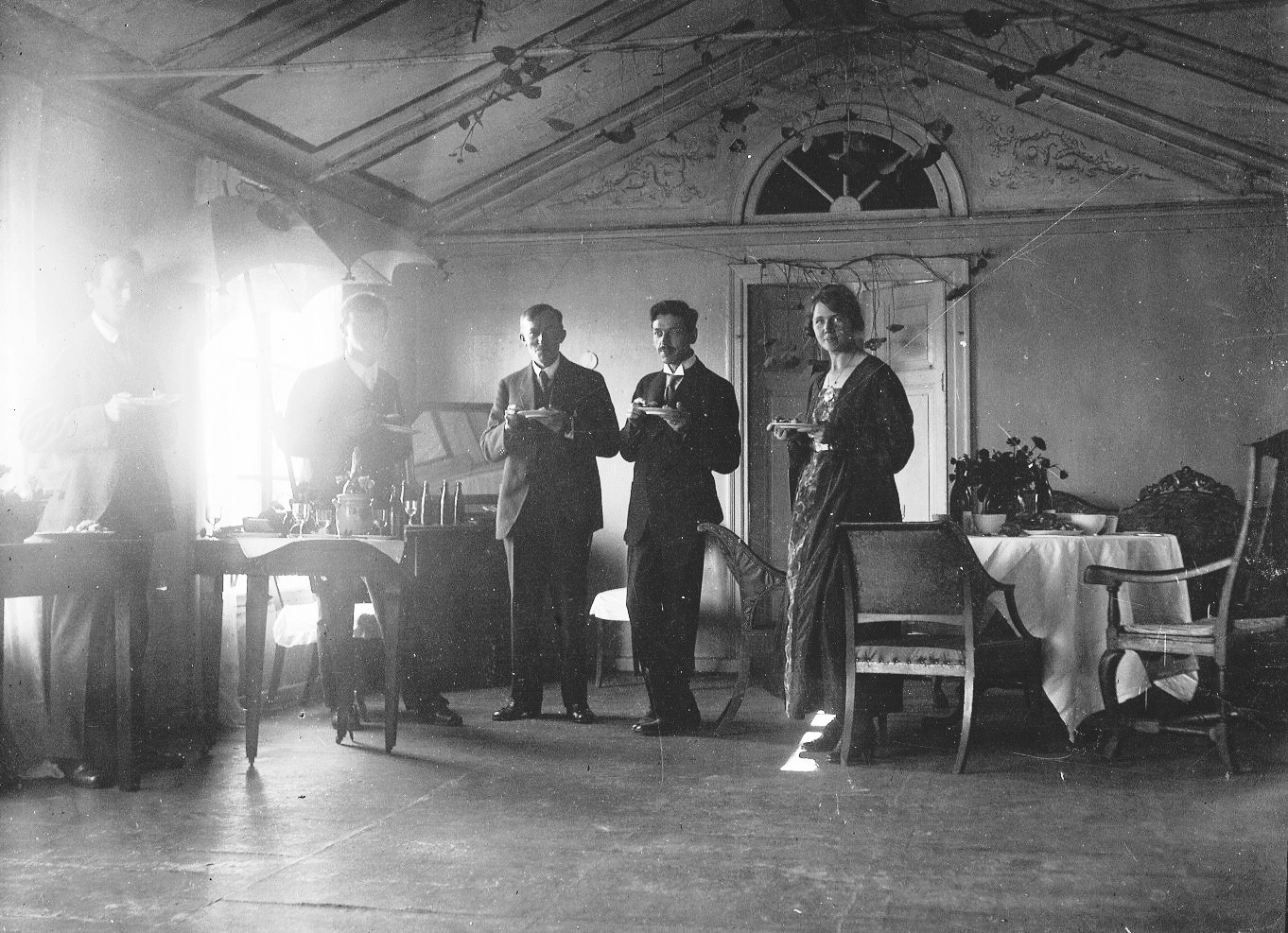
Sjövillan på Smedsudden. Från vänster: Torsten Palm, Alf Munthe, Victor Axelson, Ivar Johansson och Vavi Schlyter-Johnsson.

Ivar Wilhelm Johansson, född 25 januari 1897 i Kristianstad, död 1957, var en svensk målare.
Johansson studerade konst för Per Gummeson 1917–1918 och vid Valands målarskola i Göteborg 1920-1921 samt för Tage Hansson och under studieresor till Paris, Mallorca, Italien och Nordnorge. Separat ställde han ut i Stockholm, Norrköping, Trelleborg, Kivik och ett flertal gånger i Kristianstad. Bland hans offentliga arbeten märks väggmålningarna som han utförde i Kiviks skola 1955. Johansson är representerad vid Norrköpings konstmuseum och Trelleborgs museum.
Johansson har varit mycket viktig för bilddokumentation av södra Sverige under tiden strax före och efter andra världskriget. Han var extremt produktiv och producerade förmodligen över 1000 målningar. Hans vanligaste motiv är hämtade från hans hemstad i Kivik och de omgivande områdena som Vitemölla, Värkeån och de omgivande kust- och strandområdena. Hans tidiga verk handlar ofta om byggnader och bondelandskap, medan de senare arbetena alltmer rör kusten och vattnet. Förmågan att ständigt representera vattnet bättre var något han på de senaste bilderna var mycket intresserad av. Hans barnbarn säger: "Morfar blev mer och mer skicklig på att måla vatten. På de sista bilderna är det som om vattnet kommer mot dig från bilden"

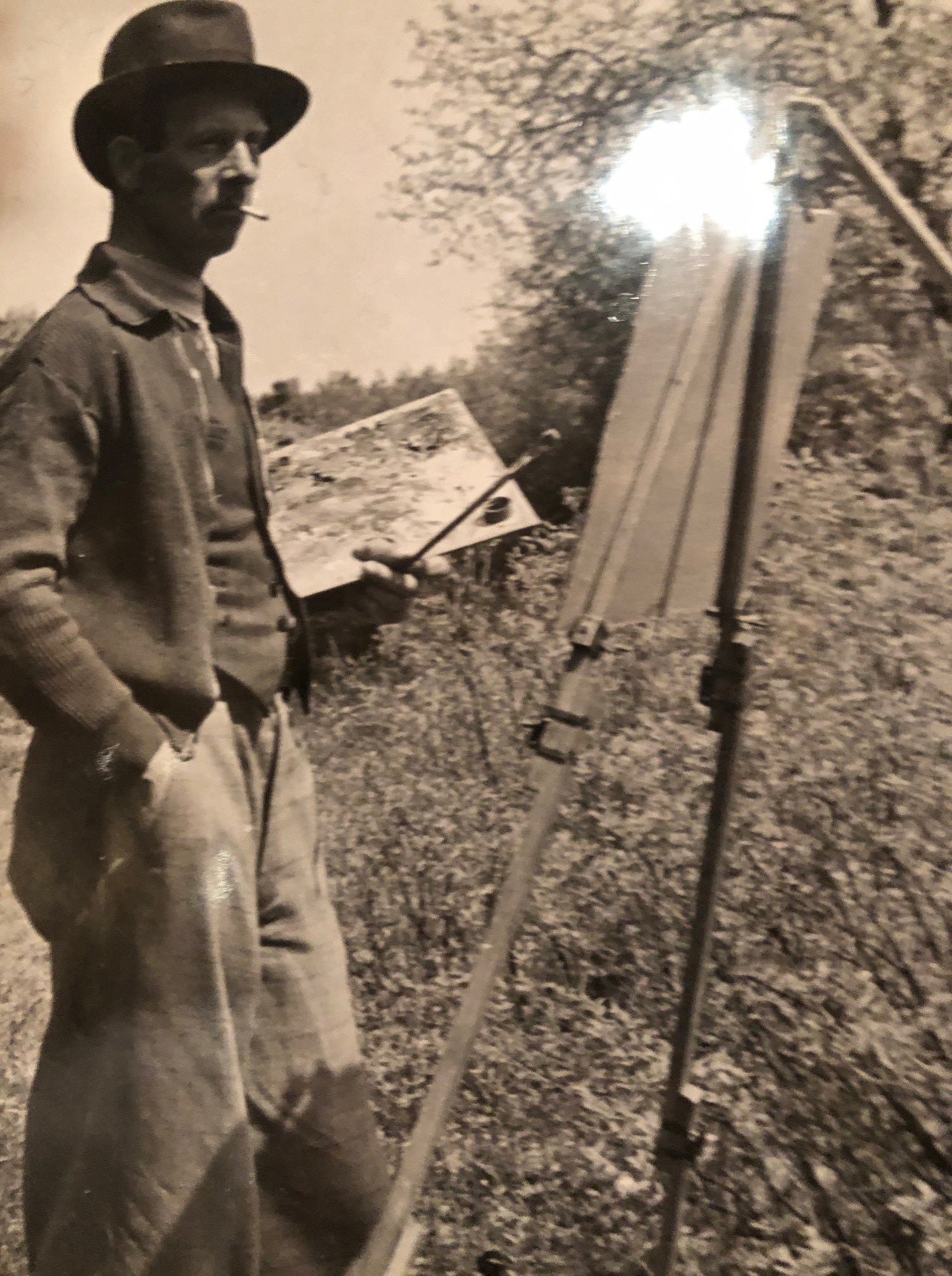
Ivar Johansson målar vid sjön Tunevannet under besöket hos sin dotter Karin Inger i Norge.